# My Style
Albums de Brown Eyed Girls
Tteonara Ms. Kim
(2007) Sound-G
(2009)
EPs par Brown Eyed Girls
With L.O.V.E. Brown Eyed Girls
(2008) Sound-G Sign
(2009)
My Style est le deuxième mini-album de Brown Eyed Girls, sorti sous le label NegaNetwork le 10 septembre 2008 en Corée du Sud.

## Liste des titres
| 1. | You                                                   | 3:30 |
| 2. | Eojjeoda (어쩌다)                                     | 3:23 |
| 3. | Gyeou (겨우)                                          | 3:30 |
| 4. | Dasineun Sarang Anhallae (다시는 사랑 안할래)         | 3:49 |
| 5. | Eojjeoda (Inst.) (어쩌다)                             | 3:23 |
| 6. | Dasineun Sarang Anhallae (Inst.) (다시는 사랑 안할래) | 3:49 |